# Environmental Defense Fund
Environmental Defense Fund, kurz EDF, früher Environmental Defense (deutsch: Umweltverteidigungsfonds), ist eine US-amerikanische nichtstaatliche Organisation mit Umweltschutz-Zielen.
Die Organisation mit Sitz in New York City arbeitet an Fragen der globalen Erwärmung, des Ökosystemerhalts, der Meere und der menschlichen Gesundheit. Sie unterstützt häufig marktorientierte Lösungen für Umweltprobleme oder verwendet Kommunikationskampagnen, um Gesetzesvorlagen einzubringen oder zu beeinflussen.

## Geschichte
Die Organisation wurde 1967 von Art Cooley und anderen gegründet, nachdem sie Mitte der 1960er Jahre das Aussterben von Wanderfalken und anderen Greifvögeln feststellten und in ihrer Forschung einen Zusammenhang mit dem Einsatz des Insektizids DDT herstellen konnten.

## Erreichte Ziele
- 1970: Wale werden Bestandteil der Roten Liste gefährdeter Arten der USA
- 1972: DDT-Verbot in den USA
- 1974: basierend auf Mississippi-Studien wird das erste nationale Trinkwasserschutzgesetz der USA verabschiedet
- 1985: Einführung bleifreien Benzins, Rückgang der Bleivergiftungen bei Kindern
- 1987: beteiligt am Verbot Ozonschicht-zerstörender FCKWs
- 2000–2004: Partnerschaften mit FedEx und anderen Konzernen zur Reduzierung von Treibhausgasen
- 2007:  Mitbegründer der United States Climate Action Partnership (US-CAP), einer Koalition von Großunternehmen und Umweltgruppen, die sich für Maßnahmen gegen die globale Erwärmung einsetzen, einschließlich einer marktbasierten Obergrenze für Kohlenstoffemissionen. Zu den teilnehmenden Unternehmen gehören GE, DuPont und Duke Energy; zu den beteiligten gemeinnützigen Gruppen gehören das Pew Center on Global Climate Change, der Natural Resources Defense Council und das World Resources Institute.
- 2011: Erfolgreiche Kampagne zur Reinigung von stark verschmutztem Heizöl in New York City

Die Organisation unterhält regionale Büros in Austin (Texas), Oakland (Kalifornien), Washington (D.C.), Raleigh (North Carolina) und Boston (Massachusetts).
2006 lancierte Environmental Defense eine Kampagne gegen den texanischen Energieproduzenten TXU. Nach der erwarteten Übernahme durch die Private-Equity-Gesellschaften Kohlberg Kravis Roberts und Texas Pacific Group für 45 Mrd. US$ beschlossen diese, den Bau von Kohlekraftwerken durch TXU zu reduzieren. Zur Umsetzung eines Umwelt-Regulariums bezogen sie Environmental Defense ein.